# 地域医療機能推進機構千葉病院
地域医療機能推進機構千葉病院（ちいきいりょうきのうすいしんきこうちばびょういん、英語：Japan Community Health care Organization Chiba Hospital）は、独立行政法人地域医療機能推進機構が千葉県千葉市中央区仁戸名町に設置する病院である。通称JCHO千葉病院（ジェイコーちばびょういん）。旧名は千葉社会保険病院。

## 診療科
- 内科[1]
- 外科[1]
- 整形外科[1]
- 皮膚科[1]
- 眼科[1]
- 耳鼻咽喉科[1]
- 呼吸器内科[1]
- 循環器内科[1]
- 消化器内科[1]
- 腎臓内科[1]
- 内視鏡内科[1]
- 人工透析内科[1]
- 消化器外科[1]
- 大腸・肛門外科[1]
- 内視鏡外科[1]
- 人工透析外科[1]
- リハビリテーション科[1]
- 心臓血管外科[1]
- 血液内科[1]
- 泌尿器科[1]
- 形成外科[1]
- 婦人科[1]
- 移植外科[1]

## 医療機関の指定・認定
（下表の出典）
| 保険医療機関                                   | 労災保険指定医療機関                   |
| 指定自立支援医療機関（更生医療）               | 指定自立支援医療機関（育成医療）       |
| 身体障害者福祉法指定医の配置されている医療機関 | 生活保護法指定医療機関                 |
| 原子爆弾被害者医療指定医療機関                 | 原子爆弾被害者一般疾病医療取扱医療機関 |
| 公害医療機関                                   | 臨床研修病院                           |
| DPC対象病院                                    | 肝疾患指定医療機関（県指定）           |
| 肝炎ウイルス検査委託医療機関                   |                                        |

- このほか、各種法令による指定・認定病院であるとともに、各学会の認定施設でもある。

## 交通アクセス
- JR総武本線・JR外房線「千葉駅」東口から[3]
  - 千葉中央バス『 鎌取駅、誉田駅、大宮団地（星久喜経由）、千葉リハビリセンター行』乗車、「ジェイコー千葉病院前」停留所下車
- JR外房線・JR内房線・JR京葉線「蘇我駅」東口から[3]
  - 小湊鉄道バス『千葉南高校行』乗車、「ジェイコー千葉病院前」停留所下車
  - 千葉中央バス（③番バスのりばより）約15分、鎌取駅行にて、「ジェイコー千葉病院前」停留所下車
- JR外房線「鎌取駅」北口から[3]
  - 千葉中央バス『JR千葉駅行』乗車、「ジェイコー千葉病院前」停留所下車